# Konghelle
Konghelle (svensk Kungahälla) var i middelalderen en by i det daværende norske landskab Båhuslen, afstået til Sverige i 1658. Som grænseby mod Sverige og Danmark var den strategisk vigtig, og i 1100-tallet var den tidvis kongelig residensby og landets faktiske hovedstad.

## Historie
Middelalderbyen lå ved Nordre elv ca. tre km vest for den nuværende by Kungälv. Stedet har antagelig været beboet tidligt og kan have været hjemsted for en kongsgård i 900-tallet, men de ældste arkæologiske fund er dateret til 1100-tallet. Borgen Ragnhildsholmen og Kastelle kloster blev senere anlagt nær byen. Det tidligere byområde ligger nu på Kastellegårdens jord. Gården har navn efter klosteret.
Byen er første gang omtalt skriftligt i 1135 i en tekst af en normannisk forfatter.
På grund af byens strategiske beliggenhed ved Norges sydgrænse blev Konghelle tidligt et kongeligt magtcentrum. Snorre Sturlasson fortæller, at kong Sigurd Jorsalfar bosatte sig der, befæstede byen med en fæstning med voldgrav og opførte en kirke. Det er usikkert hvor borgen lå, men det antages, at det kan have været på den nuværende Klosterkullen ved Kastellegården. Konghelle var ikke bare kongernes by, men også en vigtig købstad.
I år 1135 blev Konghelle angrebet og hærget af vendiske styrker. De brændte borgen og kirken og plyndrede byen, og ifølge Snorre skal de have røvet et relikvieskrin med en splint af Kristi kors, skænket til kirken af kong Sigurd Jorsalfar som hjembragte det fra sin korstogdeltagelse i Det hellige land. Omkring et århundrede senere skrev Snorre, at byen aldrig kom sig helt efter angrebet. I stedet blev Bergen den dominerende by i Norge, hvilket sandsynligvis ville være sket alligevel på grund den vigtige handel med Nordnorge. Omtrent samtidig blev Konghelle nævnt i engelske kilder som en norsk by.
Fra midten af 1200-tallet blev Konghelle endnu vigtigere som rigets sydlige udpost under kong Håkon 4. Håkonsson. Han opførte en borg med ringmur på Ragnhildsholmen for at forsvare byen. Borgen blev en effektiv spærring i det nordre vandløb, som på den tid bare kaldtes "elven". Under kong Håkon 4. blev også et franciskanerkloster bygget, samtidig med at det ældre augustinerkloster Kastelle kloster fra 1100-tallet blev ombygget.
Mod slutningen af århundredet indledte kong Håkon 5. Magnusson en mere aktiv udenrigspolitik rettet mod syd og øst, og i nærheden af Konghelle anlagde han den stærke Båhus fæstning. Tidligt på 1300-tallet var Konghelle en kort tid et centrum i den svenske Erik Magnusson af Södermanlands hertugdømme. Han var kong Håkon 5.s svigersøn.
Efter at Bohus fæstning var blevet bygget senere i 1300-tallet, mistede Konghelle meget af sin tidligere betydning. Byen brændte ned i 1612 og blev senere flyttet til Bagaholmen eller Fæstningsholmen ved Båhus fæstning. Navnet blev efterhånden udtalt "Kongell", og efter flytningen blev også skrivemåden Kongelf mere almindelig. Da byen blev svensk i 1658, blev navnet Kungälv indarbejdet.

## Kongeligt mødested
Konghelle var i middelalderen et vigtigt mødested for forhandlinger mellem nordiske konger. Snorre skriver, at Olav Tryggvason i år 998 her mødte den svenske dronning Sigrid Storråde for at drøfte ægteskab. Hun afslog imidlertid Olavs krav om at lade sig kristne, og de skiltes derfor i uvenskab.
Omkring 1020 mødtes Olav den Hellige af Norge og Olof Skötkonung af Sverige i Konghelle for at forhandle om en fredsaftale. Her sluttede han i 1025 forbund med den svenske kong Anund Jakob, før de næste år angreb danekongen i Skåne. Ifølge Snorre fandt også "Trekongermødet" i 1101 sted i Konghelle. Der mødtes Magnus Barfod af Norge, Inge Stenkilsson den Ældre af Sverige og Erik Ejegod af Danmark for at slutte fred. Snorre fortæller, at kong Inges datter Margrete samtidig blev bortgiftet til kong Magnus for at bekræfte freden.

## Arkæologi
Arkæologiske udgravninger af Ragnhildsholmen og Kastelle kloster er foretaget fra slutningen af 1800-tallet og frem til vore dage. Ruinerne er åbne for publikum.